# Gampsocleis ussuriensis
Gampsocleis ussuriensis är en insektsart som beskrevs av Adelung 1910. Gampsocleis ussuriensis ingår i släktet Gampsocleis och familjen vårtbitare. Inga underarter finns listade i Catalogue of Life.